# Astragalus antoninae
Astragalus antoninae là một loài thực vật có hoa trong họ Đậu. Loài này được Grig. miêu tả khoa học đầu tiên.